# Жизнь внутри пузыря
«Жизнь внутри пузыря» — книга российского исследователя в области искусственного интеллекта Игоря Ашманова о своей работе в проекте «Рамблер» в 1999—2001 годах.

## Общие данные
Книга была выложена в электронном виде в открытый доступ в 2007 году на сайте компании «Ашманов и партнёры», и только через год поступил в продажу бумажный вариант книги под маркой издательства «Манн, Иванов и Фербер». По словам автора,
На нашем сайте она так и будет лежать, как есть. Это было моим условием для издательства — что издание ничего для нас и пользователей не ухудшает
Жанр книги был определен журналистами как «зашифрованные мемуары». Помимо собственно воспоминаний главного героя, в книге содержатся советы по выживанию в стартапе и инвестируемом проекте, рекомендации, как не надо делать бизнес.

## Сюжет
Произведение повествует о закулисных склоках некоего Портала. Создателям Портала, ЗАО «Трек», бывшим сотрудникам биологического института в Подмосковье, удалось привлечь несколько миллионов долларов инвестиций. Однако вместо процветания компанию начали раздирать корыстолюбивые инвесторы и некомпетентные менеджеры. Сотрудники повели борьбу за власть, объединяясь в кланы. Деньги бездумно разбазаривались на дорогие вечеринки и презентации, покупку дорогого офиса и приобретение интернет-проектов, не имевших c Порталом и между собой ничего общего. Сами инвесторы, мало понимавшие в информационных технологиях, купили Портал на гребне бума Интернета конца 1990-х, надеясь задёшево его упаковать и подороже продать, не рассчитывая на долгосрочные вложения. Как только градус напряжения между основателями из ЗАО «Трек» и инвесторами достиг точки кипения, первым пришлось покинуть Портал, хлопнув дверью. Однако проблемы компании это не решило, и ей всё тяжелее приходилось выживать в конкурентной борьбе.

## Герои
Имена героев и названия компаний зашифрованы, однако легко узнаются:
- Портал — Рамблер,
- ЗАО «Трек» — ЗАО «Стек»,
- Конкурент — Яндекс,
- Основатель — автор поисковой машины «Рамблер» Дмитрий Крюков,
- Маг — Антон Носик,
- Дизайнер всея Рунета — Артемий Лебедев,
- Герман Коваленко — Герман Клименко,
- Поисковая машина «Фас» — Апорт
- Деловой портал — РБК
- LookUp — поисковик Lycos